# Зелерих
Зелерих (њем. Sellerich) општина је у њемачкој савезној држави Рајна-Палатинат. Једно је од 235 општинских средишта округа Ајфелкрајс Битбург-Прим. Према процјени из 2010. у општини је живјело 300 становника. Посједује регионалну шифру (AGS) 7232308.

## Географски и демографски подаци
Зелерих се налази у савезној држави Рајна-Палатинат у округу Ајфелкрајс Битбург-Прим. Општина се налази на надморској висини од 470 метара. Површина општине износи 17,4 km². У самом мјесту је, према процјени из 2010. године, живјело 300 становника. Просјечна густина становништва износи 17 становника/km².